# Ferrari 212 Inter
Ferrari 212 Inter — це автомобіль, що вироблявся в 1951—1952 роках автомобільною компанією Ferrari як заміна серій 166 та 195. Представлена на Брюссельському автосалоні в тому ж році, машина позиціонувалася, як спортивний автомобіль, здатний перемагати в міжнародних гонках.

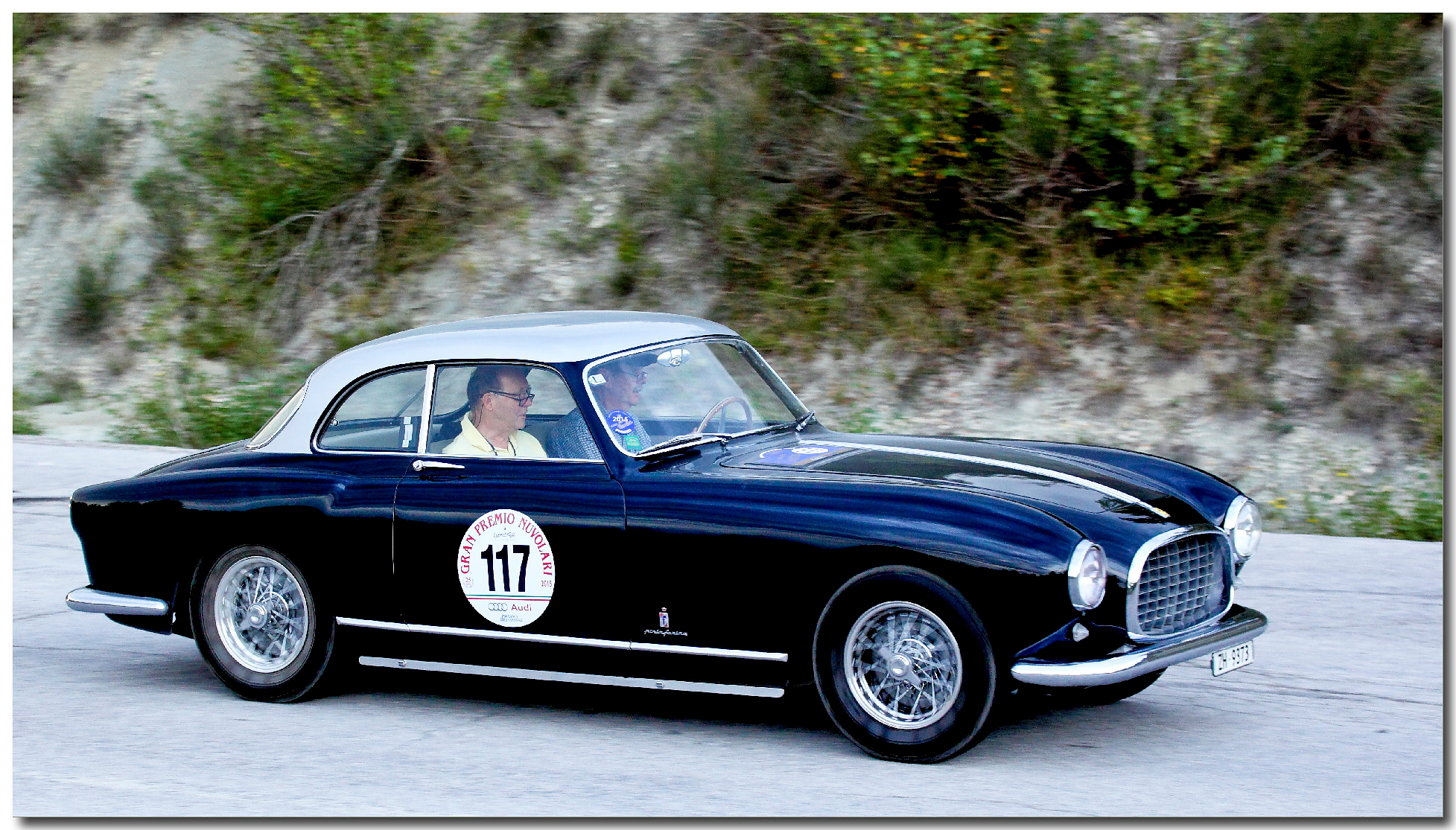
Ferrari 212 Inter Pininfarina

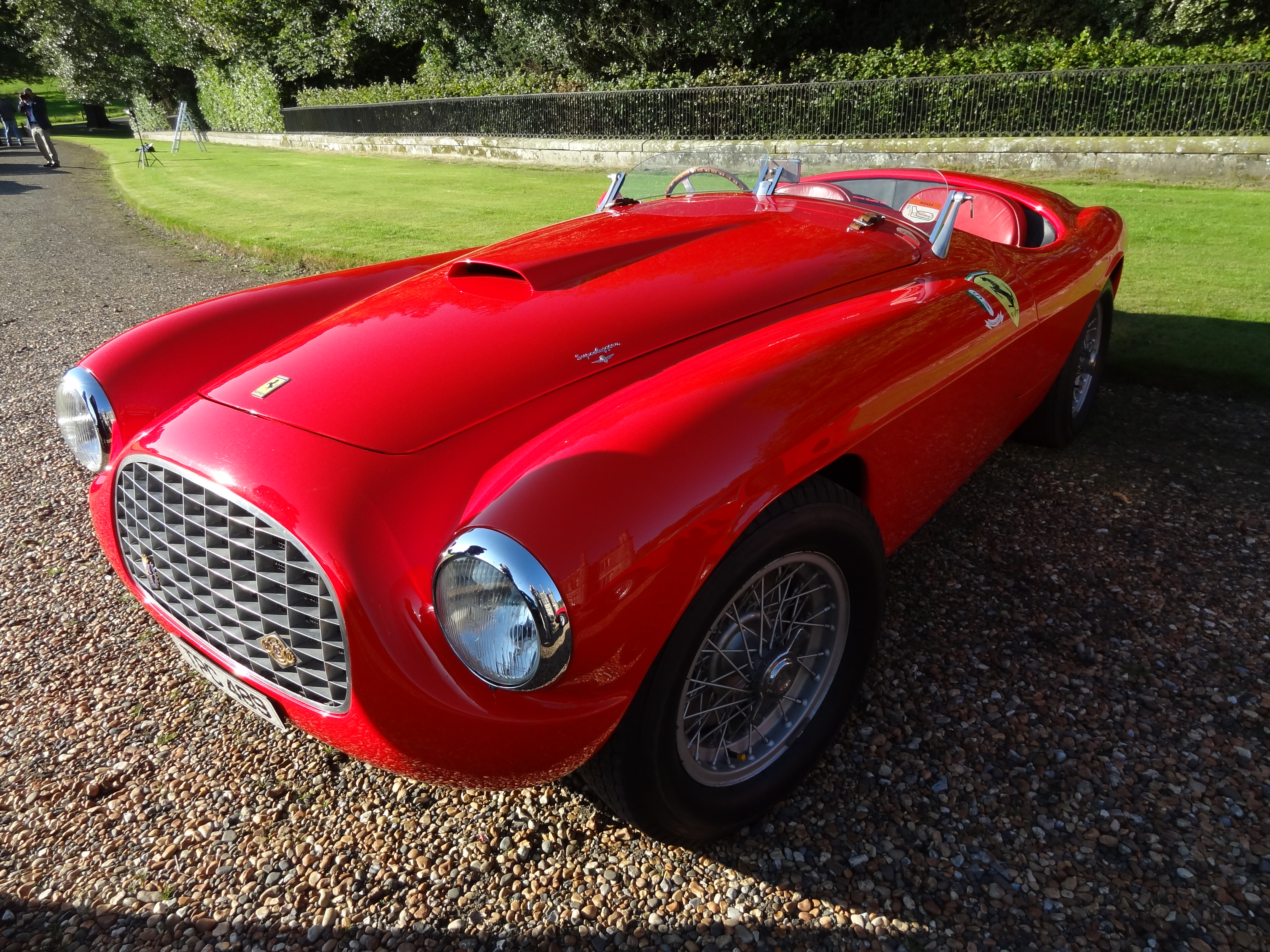
Ferrari 212 Export Vignale Barachetta

Шасі було аналогічно серії 125 з подвійними поперечними важелями спереду і ведучою задньою віссю. Кузова вироблялися фірмами Carrozzeria Touring, Ghia, Vignale і Pininfarina. З останньою була укладена особлива угода..
Модель Inter колісну базу довжиною 2600 мм та двигун Colombo V12 об'ємом 2,6 л з одним (130 к.с.) або трьома карбюраторами Weber 36DCF (170 к.с.). Всього було випущено 84 примірника Ferrari 212 Inter.
Існувала також випущена в єдиному екземплярі 212 з двигуном серії 225 (Colombo V12 2,7 л) і кузовом berlinetta від фірми Vignale.